# Elizabeth Sellars
Elizabeth McDonald Sellars (ur. 6 maja 1921 w Glasgow, zm. 30 grudnia 2019 we Francji) – brytyjska aktorka filmowa, teatralna i telewizyjna.
Aktorstwa uczyła się w Royal Academy of Dramatic Art w Londynie. W 1946, po ukończeniu uczelni debiutowała na teatralnej scenie w Braciach Karamazow. W kolejnych latach w Royal Shakespeare Company zagrała m.in.: królową Elżbietę w Ryszardzie III, królową Gertrudę w Hamlecie, Helenę Trojańską w Troilusie i Kresydzie czy Hermione w Zimowej opowieści. W 1949 po raz pierwszy pojawiła się w filmie. W ciągu kariery wystąpiła w kilkunastu filmach brytyjskich; m.in. w horrorach wytwórni Hammer (nap. Całun mumii (1967)). Na przełomie lat 50. i 60. zagrała kilka znaczących ról w filmach hollywoodzkich; m.in.: Desirée (1954; reż. Henry Koster), Bosonoga Contessa (1954; reż. Joseph L. Mankiewicz), 55 dni w Pekinie (1963; reż. Nicholas Ray).

## Wybrana filmografia
- Madeleine (1950) jako Christina Hackett
- Ścigany (1952) jako Magda Lloyd
- Desirée (1954) jako Julia Clary, siostra Desirée
- Bosonoga Contessa (1954) jako Jerry Dawes
- Książę graczy (1955) jako Asia Booth
- Człowiek w przestworzach (1957) jako Mary Mitchell
- Córeczka (1957) jako Marge Macauley
- Prawo i bezprawie (1958) jako Gina Laselle
- Garaż śmierci (1960) jako Anne Cummings
- Dzień, w którym obrabowano Bank Anglii (1960) jako Iris Muldoon
- 55 dni w Pekinie (1963) jako Lady Sarah Robertson
- Kredowy ogród (1964) jako Olivia
- Całun mumii (1967) jako Barbara Preston
- Rewolwer i melonik (1961-69; serial TV) jako Laura (gościnnie, 1969)
- Najemnik (1973) jako matka lady Franklin
- Duch w Monte Carlo (1990) jako hrabina Kissler